# Archidiocèse de Samoa-Apia
L'archidiocèse de Samoa-Apia (en latin : archidioecesis Samoa-Apiana) est une église particulière de l'Église catholique aux Samoa.

## Territoire
L'archidiocèse de Samoa-Apia couvre l'intégralité des Samoa, correspondant à la partie occidentale de l'archipel des îles samoanes, en Polynésie.
Il confine avec le diocèse de Wallis et Futuna, qui couvre la collectivité d'outre-mer française de Wallis-et-Futuna ; la mission sui iuris de Funafuti, qui couvre les Tuvalu ; le diocèse de Tarawa et Nauru, qui couvre les Kiribati et Nauru ; la mission sui iuris des Tokelau, qui couvre l'archipel néo-zélandais des Tokelau ; le diocèse de Samoa-Pago Pago, qui couvre les Samoa américaines (États-Unis); et le diocèse des Tonga, qui couvre les Tonga.
Il est divisé en trente-huit paroisses.

## Suffragants et province ecclésiastique
Siège métropolitain, l'archidiocèse de Samoa-Apia a pour suffragants le diocèse de Samoa-Pago Pago et la mission sui iuris des Tokelau. L'ensemble forme la province ecclésiastique de Samoa-Apia.

## Histoire
L'archipel samoan est évangélisé, à partir de 1845, par la Société de Marie (en latin : Societas Mariae ; acronyme : SM).
Le vicariat apostolique de l'archipel des Navigateurs (vicariatus apostolicus arcipelagi Navigatorum) est érigé le 20 août 1850, à partir du territoire du vicariat apostolique d'Océanie centrale (aujourd'hui, le diocèse de Tonga). Il couvre alors l'intégralité de l'archipel samoan.
Le traité de Samoa, traité tripartite signé à Washington, le 2 décembre 1899, entre l'Empire allemand, le Royaume-Uni de Grande-Bretagne et d'Irlande et les États-Unis d'Amérique, partage l'archipel samoan : les îles situées à l'ouest du 171e degré de longitude deviennent un protectorat allemand ; celles situées à l'ouest, une dépendance américaine.
Le 4 janvier 1957, il prend le nom de vicariat apostolique de Samoa et Tokelau.
Par la constitution apostolique Prophetarum voces du 21 juin 1966, le pape Paul VI élève le vicariat au rang de diocèse, sous le nom de diocèse d'Apia (dioecesis Apiana). Il est alors suffragant de l'archidiocèse de Suva.
Le 10 août 1974, il prend le nom de diocèse d'Apia et Tokelau (dioecesis Apiana et Tokelauna) puis, le 3 décembre 1975, celui de diocèse de Samoa et Tokelau (dioecesis Samoana et Tokelauna).
Par la constitution apostolique Studiose quidem du 10 septembre 1982, le pape Jean-Paul II réduit son territoire, pour l'érection du diocèse de Samoa-Pago Pago. Mais, par la constitution apostolique Maiorem ad utilitatem du même jour, Jean-Paul II l'élève au rang d'archidiocèse métropolitain, sous le nom d'archidiocèse de Samoa-Apia et Tokelau (archidioecesis Samoa-Apiana et Tokelauna).
Le 26 juin 1992, son territoire est réduit, pour l'érection de la mission sui iuris de Tokelau, et il prend son nom actuel d'archidiocèse de Samoa-Apia.

## Cathédrale
La cathédrale de l'Immaculée-Conception d'Apia est la cathédrale de l'archidiocèse.

## Ordinaires

### Vicaires apostolique de l'archipel des Navigateurs
- 1870-1896 : vacant
  - 1870-1878 : Aloys Elloy, SM, administrateur apostolique[5]
  - 1879-1896 : Jean-Amand Lamaze, SM, administrateur apostolique[6]
- 1896-1918 : Pierre-Jean Broyer, SM[7]
- 1919-1953 : Joseph Darnand (en), SM[8]
- 1953-1955 : Jean Baptiste Dieter (de), SM[9]

### Vicaires apostoliques de Samoa et Tokelau
- 1956-1966 : George Hamilton Pearce, SM[10]

### Évêques d'Apia
- 1966-1967 : George Hamilton Pearce, SM
- 1968-1974 : Pio Taofinu'u, SM[11]

### Évêques d'Apia et Tokelau
- 1974-1975 : Pio Taofinu'u, SM

### Évêques de Samoa et Tokelau
- 1975-1982 : Pio Taofinu'u, SM

### Archevêques de Samoa-Apia et Tokelau
- 1982-1992 : Pio Taofinu'u, SM

### Archevêques de Samoa-Apia
- 1992-2002 : Pio Taofinu'u, SM
- 2002-2023 : Alapati Lui Mataeliga[12]
- depuis 2024 : Mosese Vitolio Tui, SDB